# Kondominat
Kondominat (eller condominium; av latinets con, tillsammans, och dominari, härska), är en folkrättslig term för att flera stater tillsammans styr över ett territorium.

## Historiska kondominat
- År 1278 blev Andorra ett kondominat under biskopen av La Seu d'Urgell i Katalonien och greven av Foix i Midi-Pyrénées. År 1607 övertogs Foix-grevens position av Frankrikes statschef. Sedan 1993 är Andorra en suverän stat och de dubbla statschefernas roll är endast formell.
- Mellan freden i Wien 1864 och Pragfreden 1866 var Schleswig-Holstein kondominat under Preussen och Österrike-Ungern.
- Sudan var Storbritanniens och Egyptens kondominat 1899–1956, Anglo-egyptiska Sudan.
- Vanuatu i Stilla havet var under namnet Nya Hebriderna ett fransk-brittiskt kondominat 1906–1980.
- Det tyska protektoratet Togoland blev 1914 ett fransk-brittiskt kondominat. År 1916 delades området i en fransk och en brittisk zon, som 1922 fick status av NF-mandat. Den brittiska zonen är sedan 1956 del av Ghana och den franska zonen utgör sedan 1960 Togo.
- Åren 1923–1942 var Nauru i Stilla havet kondominat under Australien, Nya Zeeland och USA. Åren 1947–1968 innehade samma stater Nauru som FN-mandat.
- Kantonatollen och Enderburyatollen i Stilla havet var ett brittiskt-amerikansk kondominat 1939–1983, varefter öarna avträddes till Kiribati.

## Nutida kondominat
- Fasanön (spanska Isla de los Faisanes, franska Île des Faisans) i floden Bidasoa har varit ett fransk-spanskt kondominat sedan Pyreneiska freden 1659.
- Två kustområden söder om emiratet Fujayra i Förenade arabemiraten är kondominat mellan Oman och emiratet Ajman.
- Eftersom den ortodoxa munkrepubliken Athos i nordöstra Grekland sedan 1913 är en autonom region, är den även ett kondominat mellan å ena sidan Grekland och å andra sidan patriarken av Konstantinopel.
- År 1977 ingicks det så kallade gråzonsavtalet mellan Norge och dåvarande Sovjetunionen om fisket i Barents hav.
- År 1981 ingicks ett traktat mellan Norge och Island om oljeutvinning på kontinentalsockeln vid Jan Mayen.
- Brčko i Bosnien och Hercegovina är sedan 1999 ett kondominat mellan Federationen Bosnien och Hercegovina och Republika Srpska, efter dom i den internationella skiljedomstol som sattes upp enligt Daytonavtalet.[1]
- Tysk-luxemburgska territoriet är sedan 1984 ett kondominat mellan Luxemburg och Tyskland i floderna Mosel, Sauer och Our.

## Föreslagna kondominat
- År 2001 föreslog Storbritannien delat styre med Spanien över Gibraltar, vilket dock avvisades i en folkomröstning 2002.